# 中興 (西燕)
中興（ちゅうこう）は、五胡十六国時代、西燕の君主慕容永の治世で使用された元号。386年10月 - 394年8月。

## 西暦・干支との対照表
| 中興 | 元年  | 2年   | 3年   | 4年   | 5年   | 6年   | 7年   | 8年   | 9年   |
| 西暦 | 386年 | 387年 | 388年 | 389年 | 390年 | 391年 | 392年 | 393年 | 394年 |
| 干支 | 丙戌  | 丁亥  | 戊子  | 己丑  | 庚寅  | 辛卯  | 壬辰  | 癸巳  | 甲午  |